# Pavetta laxa
Pavetta laxa är en måreväxtart som beskrevs av S.D.Manning. Pavetta laxa ingår i släktet Pavetta och familjen måreväxter. Inga underarter finns listade i Catalogue of Life.